# Lingua tamazight del Marocco centrale
La lingua tamazight del Marocco centrale, nota anche come tamazight del medio Atlante secondo la denominazione ISO 639-3, è una lingua berbera parlata in Marocco.

## Distribuzione geografica
È la denominazione corrente per i parlari berberi del centro del Marocco (conosciuti anche come parlari beraber). È uno dei tre gruppi linguistici principali in cui si ripartisce il berbero in Marocco, insieme a tarifit al nord e tashelhit a sud.

### Dialetti e lingue derivate
All'interno della tamazight si riconoscono due sottoguppi principali, uno settentrionale e uno meridionale.
- Varietà del nord: Ayt Zuggwat ("Zemmur"), Igerwan, Ayt Nḍir, Ayt Myill ("A. Mguild"), Ayt Sadden, Ayt Yussi, Iziyan, Iceqqiren, Ayt Ayyash, Ayt Seɣrucen, Ayt Warayn
- Varietà del sud: Ayt Izdeg, Ayt Ḥeliddu, Ayt Merɣad, Ayt Ɛṭṭa, Ayt Xebbac, Ayt Sedrart, Ayt Menad, Isemxan, Igurramen.

## Esempi
| Italiano            | Tamazight del Marocco in ortografia standard | Pronuncia IPA |
| ------------------- | -------------------------------------------- | ------------- |
| terra               | akal                                         | [æçæl]        |
| cavallo             | iyyis                                        | [æyyis]       |
| cielo               | igenna                                       | [iʝənna]      |
| acqua               | aman                                         | [æmæn]        |
| fuoco               | afa                                          | [æfæ]         |
| uomo (essere umano) | amdan                                        | [æmðæn]       |
| uomo (maschio)      | argaz                                        | [ærgæz]       |
| donna               | tameṭṭut                                     | [θæmətˤ:ɔθ]   |
| mangiare            | mactca                                       | [matˤɔsha]    |
| bere                | meswi                                        | [məswi]       |
| grande              | axatar                                       | [ækhær]       |
| piccolo             | amzan                                        | [æməzan]      |
| sera                | git                                          | [git]         |
| giorno              | ass                                          | [æs:]         |
| pomeriggio          | talgat                                       | [tælæt:]      |
| salve!              | azul (neologismo)                            | [æzul]        |
| bravo               | ayyuz (neologismo)                           | [æyyuz]       |
| grazie              | tanmirt (neologismo)                         | [ṫanmirt]     |
| libertà             | tilelli (neologismo)                         | [tilelli]     |